# マリーア・ヴィットーリア・ダル・ポッツォ・デッラ・チステルナ
マリーア・ヴィットーリア・ダル・ポッツォ・デッラ・チステルナ（イタリア語: Maria Vittoria dal Pozzo della Cisterna, 1847年8月9日 - 1876年11月8日）は、イタリア王ヴィットーリオ・エマヌエーレ2世の次男アオスタ公アメデーオの最初の妃。夫が1870年から1873年までアマデオ1世としてスペイン王の座にあった間、スペイン王妃であった。
スペイン語名は、マリア・ビクトリア（María Victoria dal Pozzo della Cisterna）。

## 生涯
サルデーニャ王国の貴族で自由主義政治家であった第5代チステルナ公カルロ・エマヌエーレ・ダル・ポッツォ・デッラ・チステルナと、その妻でベルギー貴族のルイーズ・ド・メロード＝ウェステルロー女伯の長女として生まれた。全名はマリーア・ヴィットーリア・カルロッタ・エンリケッタ・ジョヴァンナ（伊: Maria Vittoria Carlotta Enrichetta Giovanna）。母方の叔母アントワネットは、モナコ公シャルル3世の妃である。

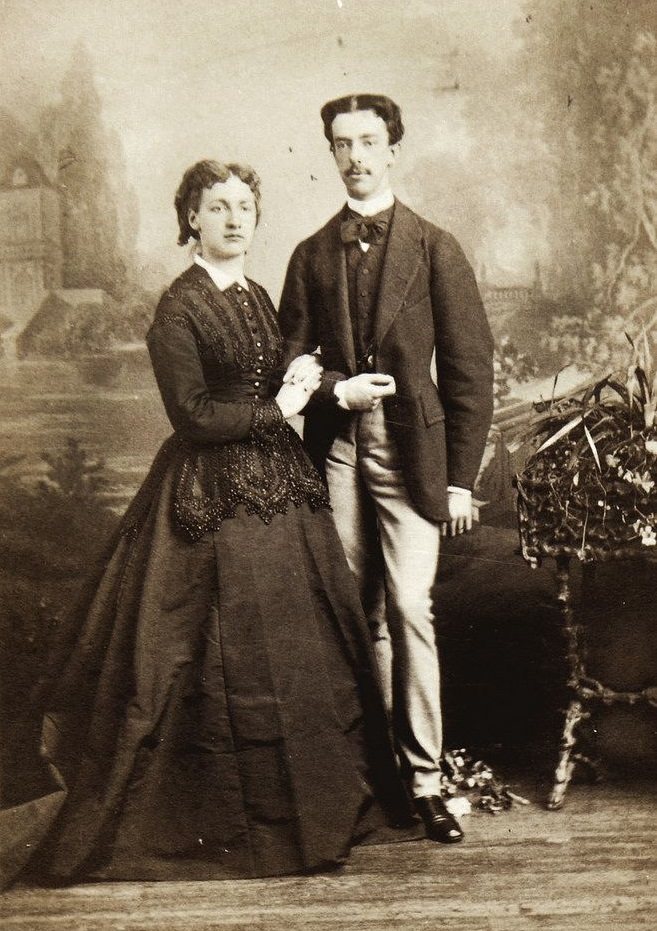
マリーア・ヴィットーリアとアオスタ公アメデーオ

1863年5月30日にトリノでイタリア王子のアオスタ公アメデーオと結婚した。2人の結婚式において、多くの不幸な出来事が起こったと言われている。夫妻の間には第2代アオスタ公エマヌエーレ・フィリベルトを始めに3人の子どもが生まれた。マリーア・ヴィットーリアは翌1864年に父が死ぬと、第6代チステルナ＝ベルリグアルド女公、第7代ヴォゲーラ女侯および第9代ポンデラーノ女伯の爵位を相続した。
夫のアオスタ公が1870年11月16日にスペイン王に選出されると、マリーア・ヴィットーリアもスペイン王妃となった。王妃としての彼女は控えめで、慈善活動にのみ熱心に取り組んだ。1873年2月11日に夫が廃位されると、マリーア・ヴィットーリアもイタリアに帰国した。逃避行と出産で体を痛めていたマリーア・ヴィットーリアは、その年のうちに亡くなった。夫のアメデーオは1888年、実の姪であるマリー・レティシア・ボナパルトと再婚している。

## 子女
夫アメデーオとの間に3人の息子をもうけた。
- エマヌエーレ・フィリベルト・ヴィットーリオ・エウジェーニオ・ジェーノヴァ・ジュゼッペ・マリーア（1869年 - 1931年） - アオスタ公
- ヴィットーリオ・エマヌエーレ・トリーノ・ジョヴァンニ・マリーア（1870年 - 1946年） - トリノ伯
- ルイージ・アメデーオ・ジュゼッペ・マリーア・フェルディナンド（1873年 - 1933年） - アブルッツィ公

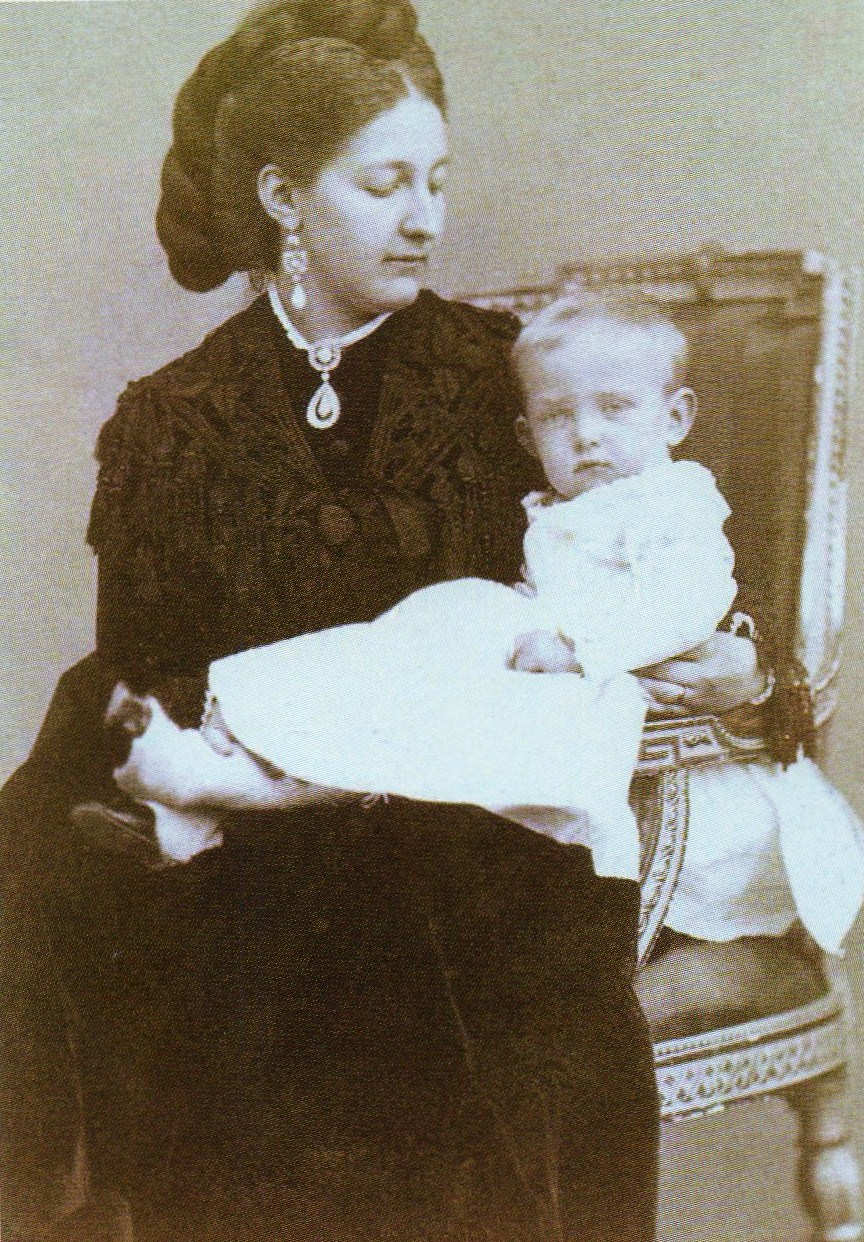
マリーア・ヴィットーリアと長男エマヌエーレ・フィリベルト（1870年）